# Latinoware
Congresso Latino-Americano de Software Livre e Tecnologias Abertas, também conhecido como Latinoware, é um dos maiores eventos anuais de software livre e tecnologia aberta do mundo. O evento foi criado em 2004 pela Itaipu Binacional e pelo Parque Tecnológico Itaipu (PTI) com o nome de Conferência Latino-Americana de Software Livre.

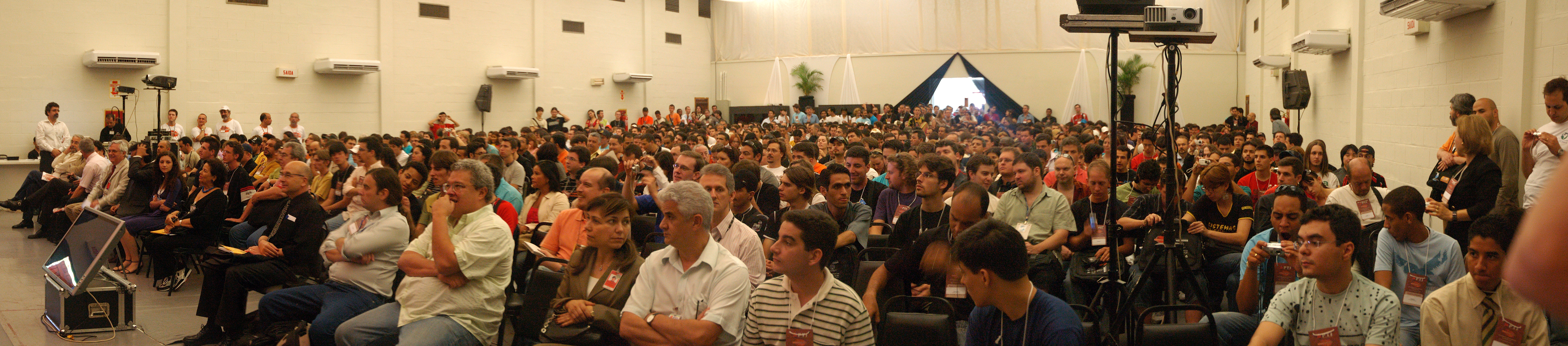
Fotografia de uma atividade da Latinoware no ano de 2007.

Durante os seus três dias de duração, os participantes têm acesso a palestras e sessões técnicas para conhecer novas ferramentas e casos de sucesso apresentados por empresas e representantes de órgãos públicos de países da América Latina, além de palestras, minicursos, workshops e mesas-redondas.
Com a palestra magna de Jon "maddog" Hall, presidente e diretor executivo da Linux International, a edição do ano de 2016 bateu o recorde de 5 mil inscrições.
Em decorrência da pandemia de COVID-19, a 17ª edição do congresso foi realizada em formato online e com ingressos gratuitos. A edição obteve 3 milhões de visualizações nas redes socais com 12 palcos virtuais e mais de 240 atividades. Em 2021, a 18ª edição da Latinoware aconteceu de forma híbrida, tendo o público participado de maneira virtual e os palestrantes, presencialmente . A 19ª edição, em 2022 foi marcada pelo retorno ao modo presencial , entretanto, como forma de atingir mais pessoas, também foi possível participar remotamente, seja como palestrante ou público.

## Latin.Science
Desde 2019, acontece a trilha acadêmica Latin.Science dentro do evento Latinoware, oferecendo uma plataforma para pesquisadores apresentarem suas investigações e, ao mesmo tempo, publicarem artigos científicos. A Sociedade Brasileira de Computação (SBC) é responsável pela coordenação da SBC Open Lib, uma biblioteca digital que publica os artigos aprovados, promovendo o acesso aberto ao conhecimento científico na área da computação.